# Llano del Triunfo
Llano del Triunfo är en ort i Mexiko.   Den ligger i kommunen Santa María Yucuhiti och delstaten Oaxaca, i den sydöstra delen av landet, 300 km sydost om huvudstaden Mexico City. Llano del Triunfo ligger 2 589 meter över havet och antalet invånare är 107.
Terrängen runt Llano del Triunfo är bergig åt sydväst, men åt nordost är den kuperad. Runt Llano del Triunfo är det ganska tätbefolkat, med 75 invånare per kvadratkilometer. Närmaste större samhälle är Putla Villa de Guerrero, 16,0 km väster om Llano del Triunfo. I omgivningarna runt Llano del Triunfo växer i huvudsak blandskog.